# Commission Bergier
Pour les articles homonymes, voir Bergier et CIE.
La Commission indépendante d'experts (CIE, communément appelée Commission Bergier) est une commission d'experts extraparlementaire suisse, instituée par le Conseil fédéral le 19 décembre 1996, pour un mandat de cinq ans. Elle avait pour mission de « faire toute la lumière sur l'étendue et le sort de ce qu'on a appelé l'Affaire des fonds en déshérence ». Son rôle a été étendu à l'étude de la politique d'asile de la Suisse pendant la Seconde Guerre mondiale et à l'examen des relations économiques et financières entre la Suisse et le Troisième Reich.
Cette commission a publié une série de monographies sur les rapports de la Suisse avec les protagonistes de la Seconde Guerre mondiale, en particulier avec l'Allemagne nazie.
Cette enquête faisait suite, d'une part, aux fortes critiques qui se faisaient entendre en Suisse depuis 1989 (à l'occasion des commémorations du 50e anniversaire de la mobilisation de l'armée suisse en 1939) au sujet des relations entre les entreprises suisses et l'économie allemande à l'époque du Troisième Reich, et, d'autre part, à l'affaire dite des « fonds en déshérence », qui éclata en 1995 et dans laquelle les banques suisses furent accusées d'avoir conservé par-devers elles des biens confiés par des victimes du nazisme, voire spoliés par les nazis ; cette affaire se conclut notamment par (i) la mise en place en 1996, par les organisations juives internationales et l'Association suisse des banquiers, d'un comité indépendant (Independent Committee of Eminent Persons, dit Commission Volcker), chargé de vérifier les avoirs de victimes du nazisme déposés dans des banques suisses, (ii) la constitution en 1997 d'un fonds spécial pour les victimes de l'holocauste, doté de 300 millions de francs, et (iii) la conclusion en 1998 d'un accord portant sur 1,8 milliard de francs passé entre l'UBS et le Credit Suisse, d'une part, et les organisations juives et les signataires d'une plainte collective (class action), d'autre part.
Ayant scrupuleusement respecté les délais fixés par le mandat, la Commission Bergier a été officiellement dissoute le 19 décembre 2001, sa mission accomplie.

## Composition de la CIE
Dès la fondation :
- Jean-François Bergier, historien suisse, président de la Commission
- Wladyslaw Bartoszewski, historien polonais
- Saul Friedländer, historien israélien
- Harold James, historien britannique
- Georg Kreis, historien suisse
- Sybil Milton, historienne américaine (jusqu'en octobre 2000)
- Jacques Picard, historien suisse
- Jakob Tanner, historien suisse
- Joseph Voyame, juriste suisse (jusqu'en avril 2000)

Dès mars 1997 :
- Marc Perrenoud, historien suisse au département fédéral des affaires étrangères, engagé comme « conseiller scientifique de la "Commission indépendante d’experts Suisse – Seconde Guerre mondiale" »[3]

Dès avril 2000 :
- Daniel Thürer, juriste suisse

Dès février 2001 :
- Helen B. Junz, économiste américaine

## Méthode, champs d'étude et résultats
Par décision exceptionnelle du Conseil fédéral, les membres de la commission ont bénéficié, durant toute la durée de leurs travaux, du libre accès à toutes les archives publiques ou privées en relation avec la période de la Seconde Guerre mondiale. Une fois le travail achevé, cette autorisation n'a pas été reconduite pour d'éventuels travaux futurs.
Les champs d'étude de la commission Bergier ont été les suivants :
- Le contexte national et international avant et pendant la Seconde Guerre mondiale
- Les réfugiés et la politique d'asile de la Suisse à leur égard
- Les relations économiques et financières de la Suisse et du Troisième Reich
- Le sort des biens des victimes du régime nazi

À l'issue de cinq années de travail, la commission rend un total de 25 études, en allemand ou en français, sous le titre global de Publications de la Commission Indépendante d'Experts Suisse – Seconde Guerre Mondiale, réparties en autant de volumes, pour un total d'environ 11 000 pages. Un rapport final sous forme de synthèse est produit à l'issue des travaux, en mars 2002.

## Points marquants des études rendues par la commission

### Biens spoliés – Biens pillés. Le transfert de biens culturels vers et par la Suisse 1933-1945 et la question de la restitution[4]
La Suisse a servi de plaque tournante pour les biens culturels (i) qui avaient été volés ou confisqués à leurs propriétaires légitimes, en Allemagne et dans les territoires occupés, par les autorités nazies (les « biens spoliés ») et (ii) qui avaient été transférés en Suisse par leurs propriétaires légitimes afin d'empêcher que les autorités nazies ne s'en emparent (« biens en fuite »).
Un certain nombre de marchands, collectionneurs et historiens d'art - dont certains étaient juifs - ont émigré d'Allemagne nazie pour s'installer en Suisse. Ils y ont apporté une grande expertise et ont aidé au développement de contacts étroits avec l'Allemagne. De ce fait, quelques collections d'œuvres d'art sont parvenues en Suisse. Sous le Troisième Reich, la confiscation des biens culturels était exécutée par les autorités gouvernementales nazies, mais la vente des biens confisqués s'effectuait par le biais des marchands. Le commerce des œuvres d'art n'était quasiment pas réglementé en Suisse. Malgré les restrictions allemandes, les biens culturels sont parvenus en Suisse par les ports francs, la valise diplomatique, les déménagements et la contrebande.
Même si les musées suisses ont été relativement prudents en matière d'achats d'objets dont la provenance était douteuse, ils se sont cependant retrouvés en possession de biens spoliés par suite de donations et de dépôts de fondations. Les collectionneurs privés (notamment Emil G. Bührle) se sont souvent montrés moins prudents et avaient des moyens financiers plus importants que les musées. Le marchand d'origine juive Fritz Nathan a conseillé des musées allemands et suisses dans leurs achats et leurs échanges, et a aidé des personnes persécutées par le régime nazi à mettre leurs collections en lieu sûr.
La fiduciaire Fides (appartenant majoritairement au Crédit Suisse) est intervenue sur le marché allemand des objets d'art à la suite de la réglementation du marché des devises et au blocage des comptes en monnaie allemande (Reichsmarks). En achetant des œuvres d'art, sur ordre de personnes se trouvant hors d'Allemagne, Fides a pu exporter d'Allemagne une partie des avoirs bloqués, qui ont ensuite été vendus pour le compte de ces personnes.
La galerie lucernoise Fischer (la plus importante maison de vente aux enchères à l’époque en Suisse) réalisait un grand chiffre d'affaires notamment en faisant des échanges relatifs à des tableaux impressionnistes français et en fournissant des œuvres pour le projet du « Führermuseum Linz » voulu par Hitler et la collection d'Hermann Göring.
En ce qui concerne l'« Entartete Kunst » ou art dit dégénéré (que ce soit des biens spoliés ou des biens en fuite), la galerie Fischer avait organisé une importante vente aux enchères en 1939, qui avait rapporté un demi million de francs suisses au IIIe Reich, mais ensuite, à cause de la saturation du marché, le commerce «d'art dégénéré» n'a plus eu qu'une importance secondaire en Suisse.
La plupart des biens spoliés retrouvés en Suisse ont été restitués après la guerre. En raison de leur bonne foi, les propriétaires suisses des biens spoliés ont été dédommagés par le gouvernement suisse, qui à son tour a été remboursé par la République fédérale d'Allemagne.
Plus de biens en fuite que de bien spoliés sont arrivés en Suisse. Les biens en fuite ont été acquis tant par des musées que par des particuliers et pour la plupart exportés vers des pays tiers, alors que les biens spoliés ont surtout été achetés par des privés et sont restés en Suisse.

## Étapes importantes
- 19 décembre 1996 : Fondation de la commission
- 25 mai 1998 : Présentation du rapport partiel relatif à la Suisse et les transactions sur l'or
- 10 décembre 1999 : Présentation du rapport partiel relatif à la Suisse et les réfugiés[5]
- 1er décembre 2000 : Présentation d'un rapport annexe relatif à la politique de la Suisse à l'encontre des Tziganes
- 3 juillet 2001 : Le Conseil Fédéral décide qu'à l'issue des travaux, les archives privées (entreprises, associations) devront être restituées à qui en fera la demande
- 30 août 2001 : Présentation des 8 premières études de la commission
- 29 novembre 2001 : Présentation de 10 études supplémentaires
- 19 décembre 2001 : Remise du rapport final au Conseil Fédéral et dissolution de la commission
- 22 mars 2002 : Présentation et publication du rapport final ; présentation des 7 études restantes

## Réception du rapport

### Acceptation par les historiens
Comme le résume le Dictionnaire historique de la Suisse, « (…) la majorité des historiens et une bonne partie du public ont accueilli favorablement le point de vue adopté dans le rapport Bergier, en admettant qu'il y avait des points problématiques dans le comportement de la Suisse pendant la guerre (politique des réfugiés, liens économiques avec les puissances de l'Axe) ».

### Critiques et oppositions
Marc-André Charguéraud dans son ouvrage La Suisse lynchée par l'Amérique s'est attaqué au climat de menace contre la Suisse qui a favorisé l'établissement du rapport. Dans son essai, Pour en finir avec le rapport Bergier et son étude, Non, nous n'étions pas des lâches. Vivre en Suisse, 1933-1945, Frank Bridel réfute le rapport Bergier et souligne qu'il doit davantage à des a priori idéologiques qu’à un travail scientifique, argumentant que la conclusion du rapport a précédé les travaux qu'ils viennent confirmer[pas clair].
Jean-Jacques Langendorf dans l'ouvrage collectif sous sa direction La Suisse face à l'empire américain. L'Or, le Reich et l'argent des victimes, a également critiqué le rapport Bergier, tout comme Jean-Christian Lambelet dans Le mobbing d'un petit pays. Herbert Reginbogin, dans Hitler, der Westen und die Schweiz. 1936-1945. a défendu la position de la Suisse à l'époque, face au rapport Bergier, dans une perspective comparatiste. Stephen P. Halbrook dans son livre The Swiss and the Nazis, établit une plaidoyer en faveur de la politique des autorités suisses face à la menace nazie.
En février 2013, Serge Klarsfeld estime que la Suisse n'a vraisemblablement pas refoulé plus de 3 000 Juifs pendant la Seconde Guerre mondiale, réfutant ainsi les estimations précédentes de la Commission Bergier qui faisaient état de plus de 25 000 personnes, et ajoutant qu'une nouvelle étude s'impose car « il s'agit de l'image de la Suisse dans le monde. Et cela est important pour le pays ».
L'association Pro Libertate a beaucoup critiqué la Commission Bergier au nom de la génération du service actif[pas clair].